# Стилет

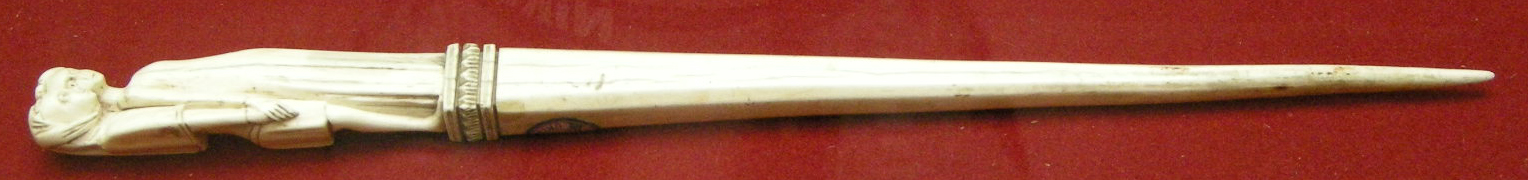
Костяной стилет, Франция, XIV век

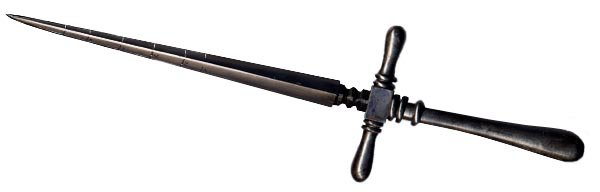
Фузетто — стилет артиллериста с линейкой на клинке, Италия, XVII—XVIII века (помимо обычного назначения, использовали для прочистки затравочного отверстия пушки, измерения количества пороха и диаметра ствола, прокалывания зарядного картуза)

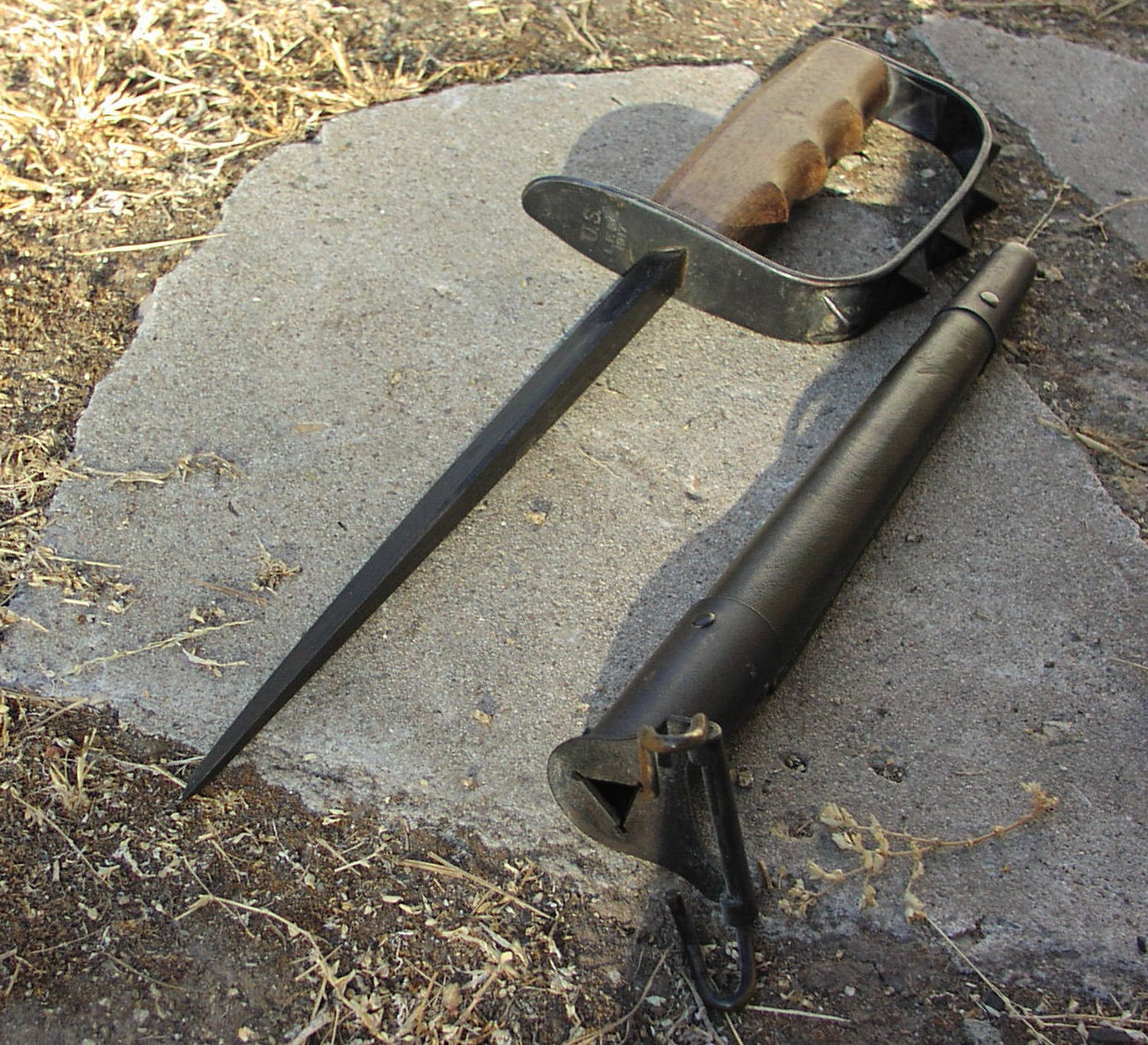
Американский 3-гранный стилет-кастет Mark 3 образца 1917 года, разновидность траншейного ножа

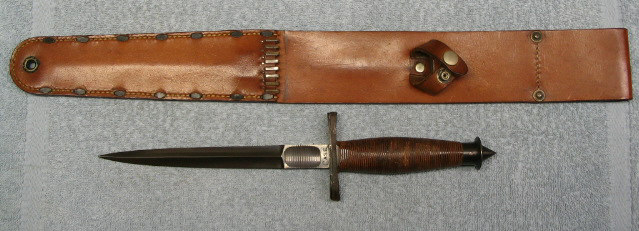
Боевой стилет V-42

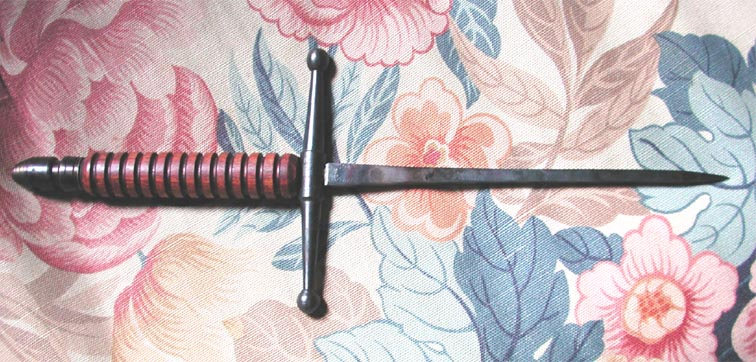
Куадрелло (4-гранный стилет) современного производства

Стиле́т (штиле́т) (через нем. Stilett, от итал. stiletto, от stilо — «кинжал, шило») — вид колющего холодного оружия, кинжал итальянского происхождения с прямой крестовиной и тонким и узким клинком, в классическом варианте не имеющим лезвия.

## История
Нашёл распространение с начала XVI века во времена Ренессанса, однако был известен и ранее. Сечение клинка может быть круглым, овальным, 3- (чаще всего) или 4-гранным с долами и рёбрами жёсткости или плоскими гранями, лезвия обычно отсутствуют.
Предшественником стилета является так называемый «кинжал милосердия» или мизерикорд (фр. miséricorde), использовавшийся для добивания противника и в случае борьбы в доспехах. Малые размеры, удобная форма и отменная острота позволяли ему наиболее легко проникать сквозь сочленения рыцарских доспехов, между чешуйками панциря или кольцами кольчуги, тем самым прекращая мучения раненого умирающего воина. Он появился в Европе в XII веке и представлял собою кинжал длиной 20—40 см, имеющий 3—4-гранный клинок. Такое же оружие имелось и в Японии, там оно появилось также к XII веку и имело название ёрои доси («протыкатель доспехов»).
Позднее, в начале XVI века в итальянских городах возникло такое оружие, как стилет. Считают, что причиной его появления явились дуэльные схватки, где кинжал с узким клинком использовали в качестве оружия левой руки. Им отражали атаки рапиры и шпаги. В этом качестве распространение получил узкий кинжал под наименованием «дага» с крестовидной гардой с зацепами, в которые ловился клинок шпаги или рапиры. Размеры даг варьировались в зависимости от изготовителей. Испанский кинжал XVII века имел общую длину 270 мм, клинка — 180 мм, толщину 5 мм. Немецкий стилет XVII века достигал длины 390 мм, длина и толщина клинка, соответственно, — 260 и 10 мм. Общая длина французского стилета того же времени — 475 мм, клинка — 350 мм при толщине 5 мм. После исчезновения рыцарских доспехов и тяжёлых шпаг вес и длина клинка несколько сократились, дага потеряла гарду и превратилась в известный нам стилет с тонким клинком и прямой крестовиной.
Небольшой размер стилета позволял скрытно носить его под одеждой или маскировать в различных предметах, из-за чего тот был популярен у наёмных убийц и заговорщиков, а также у женщин. В военном деле стилет использовали в качестве дополнительного оружия или оружия самозащиты против врага, облачённого в доспехи.
Стилет также применяли артиллеристы, которые прокалывали тонким и длинным клинком картуз с порохом через затравочное отверстие пушки, после чего затравочный порох легче мог поджечь заряд. Также стилет использовали для заклёпывания запального отверстия пушки при угрозе захвата её противником. При этом стилет обламывался в отверстии, для облегчения излома имелось характерное сужение клинка перед крестовиной.

### Автоматические стилеты
В XVIII веке в городе Маньяго производили автоматические стилеты. Производство имело семейный характер, впоследствии многие производители занялись изготовлением автоматических стилетов несколькими поколениями, некоторые — и до наших дней. Самый известный производитель — Frank Beltrame. Традиционно используют несколько типов конструкций, различающихся механизмами запирания, спуска. Pick-lock (в качестве фиксатора клинка служит поворотный больстер), Swinguard (присутствует складная крестовина, раскрывающаяся автоматически вместе с клинком), Leverletto.
После Второй мировой войны многие американские солдаты вывезли на родину итальянские автоматические стилеты как сувениры. Кроме того, прихватывали их с собой и итальянские мафиози, перебиравшиеся за океан. Через какое-то время в 1950-60-х годах итальянский автоматический стилет прочно вошёл в кинематограф как аксессуар бандитов, гангстеров, мафиози.

## Известные случаи применения стилета
- 1 августа 1589 монах-доминиканец Жак Клеман заколол короля Франции Генриха III
- 4 августа (по старому стилю) 1878 года в Петербурге революционер-народоволец Кравчинский заколол стилетом российского государственного деятеля генерал-адъютанта Мезенцова